# Голливудская бухгалтерия
Голливу́дская бухгалте́рия (англ. Hollywood bookkeeping, Голливудский учёт, англ. Hollywood accounting) — термин, которым обозначают непрозрачные или «творческие» методы учёта, используемые в кино-, видео- и телевизионной индустрии для составления бюджета и фиксирования прибыли кинопроектов. Расходы могут быть завышены, чтобы уменьшить или устранить отчетную прибыль проекта, тем самым уменьшая сумму, которую корпорация должна выплатить в виде лицензионных платежей или других коммерческих соглашений о разделе прибыли, так как они основаны на чистой прибыли. Пострадавшие могут включать в себя писателей и актёров.
Голливудский учёт получил своё название в силу его распространённости в индустрии развлечений в то время, когда большинство студий были расположены именно в Голливуде.

## Практика
Голливудский учёт может принимать различные формы. Как правило, такие махинации производятся при помощи дочерней компании, образованной для выполнения определённого вида деятельности. Конкретные схемы могут варьироваться от простой и очевидной до весьма сложных.
Например, создаётся дочерняя компания, которая якобы оказывает уникальные услуги, необходимые для производства фильма. И хотя формально «дочка» является отдельной компанией, у неё, и у киностудии один владелец. Дочерние фирмы по завышенным ценам осуществляют рекламу и маркетинг, создают фильмокопии и переводят фильм на иностранный язык. Большинство услуг, за которые материнская компания в виде сборов переводит деньги, могут быть ненужными. В этом случае у киностудии на бумаге не будет никакой прибыли, а только убытки. В этом случае можно сэкономить на налогах и гонорарах, так как последние часто начисляются от прибыли, а не от валового сбора.
Существуют три главных фактора в Голливудском учёте, которые используются для снижения отчётной прибыли фильма, и все должны быть связаны с расчётом накладных расходов:
- накладные расходы производства: студии, в среднем, рассчитывают долю производственных накладных расходов, используя показатель около 15 % от общей суммы затрат на производство.
- накладные расходы дистрибуции: кинопрокатчики, как правило, сохраняют 30 % от того, что они получают от кинотеатров («валовая аренда»).
- накладных расходов маркетинга: чтобы определить это число, студии обычно забирают около 10 % всех затрат на рекламу.

Все вышеперечисленные средства расчёта накладных расходов являются весьма спорными даже в пределах профессии бухгалтера. А именно, эти проценты присваиваются без особого учёта того, как в действительности эти оценки относятся к фактическим накладным затратам. Короче говоря, этот метод не пытается, основываясь на каком-либо рациональном подходе, адекватно отслеживать накладные расходы.
Татьяна Шорохова так описывает возможную схему того, как фильм, собравший в прокате значительно больше денег, чем стоило его производство, оказывается по голливудской бухгалтерии убыточным:

Допустим, у нас есть ФИЛЬМ с производственным бюджетом 100 миллионов долларов. Чтобы профинансировать его, студия МАРАПАУНТ создает компанию РОГАИКОПЫТА и передает ей необходимую для съемок сумму. Затем студия тратит еще 50 миллионов долларов на маркетинг и навешивает эту сумму на РОГАИКОПЫТА. То есть, ФИЛЬМ должен отбить бюджет в 150 миллионов. Но МАРАПАУНТ, которая полностью контролирует РОГАИКОПЫТА, затем приписывает кинокомпании гонорар за дистрибуцию фильма, скажем… 250 миллионов. Совсем необязательно, что дистрибуция обойдется в такие деньги, но в отчетах будут указаны злосчастные 250 миллионов. МАРАПАУНТ может накинуть сверху какой-нибудь процент, несмотря на то, что речь идет об их собственных деньгах. И выходит, что фильм должен собрать 800 миллионов, чтобы по бухгалтерским отчетам он начал бы приносить прибыль.

## Примеры
Согласно Lucasfilm, «Возвращение джедая», хоть и заработал $ 475 миллионов в прокате с бюджетом в $ 32,5 млн, «никогда не выходил в прибыль».
Арт Бухвальд получил компенсацию от Paramount после его иска Buchwald v. Paramount. Суд признал действия Парамаунт «недобросовестными», отметив, что невозможно поверить, будто комедия Эдди Мерфи 1988 года «Поездка в Америку», которая собрала $350 млн, была убыточна, тем более, что фактические затраты на производство были менее одной десятой от этой суммы. Компания Paramount согласилась выплатить $ 900 000, но показывать детали бухгалтерии студия отказалась.
Уинстон Грум, по роману которого «Форрест Гамп» был снят одноимённый фильм, по контракту должен был получить деньги из кассовых сборов. Но благодаря «Голливудской бухгалтерии» прибыль от популярного фильма исчезла, и Уинстон получил самое незначительное по масштабам картины вознаграждение — 250 тыс. долларов. Для сравнения, гонорар режиссёра фильма Роберта Земекиса превысил 40 млн долларов США. Процент от чистой прибыли должны были получить ещё три человека, работавших над картиной: продюсеры Венди Файнерман и Стив Тиш и сценарист Эрик Рот, которые, будучи ветеранами Голливуда, подтвердили, что система ведения бухучёта во многом потакает студиям, и выгодна тем актёрам и режиссёрам, у которых достаточно звёздные имена, чтобы требовать процент со всей суммы проката, а не с чистой прибыли.
Компания Franchise Pictures выпустила в 2000 году фильм «Поле битвы: Земля». При заявленном бюджете в 75 млн долларов, фильм собрал в прокате США не более 22 млн. Вскоре после премьеры The Wall Street Journal заявил, что ФБР имеет претензии к киностудии, которая искусственно завысила расходы на создание картины в попытке обмануть инвесторов. Немецкая фирма Intertainment AG утверждала, что по подписанному ранее соглашению при условии финансирования с её стороны 47 % расходов на производство картины, Franchise Pictures должна передать ей права на прокат фильма в Европе. Дело рассматривалось в мае-июне 2004 года в суде присяжных Лос-Анджелеса. Было установлено, что фактические расходы на производство картины составили 44 млн, а остальные 31 были включены в расходы путём использования мошеннических схем через подставные организации. Студия была приговорена к выплате 121 млн долларов ущерба. 19 августа 2004 года она официально объявила о банкротстве.
Стэн Ли, один из создателей персонажа Человека-паука, имел контракт, согласно которому в его пользу отчислялось 10 % от чистой прибыли от всего, что было основано на его персонажах. Фильм «Человек-паук» (2002) получил более $ 800 млн дохода, но производители утверждали, что он не заработал никакой прибыли, поэтому Ли ничего не получил. В 2002 году он подал в суд на Marvel Comics.
Фильм «Моя большая греческая свадьба» (2002) считается чрезвычайно успешным для независимого фильма, но по заявлениям студии, фильм убыточен. Актёры (за исключением Нии Вардалос, которая имела отдельный контракт) стали судиться за свою части прибыли. Продюсеры фильма подали в суд на Gold Circle Films, потому что студия утверждала, что фильм, производство которого стоило менее $ 6 млн, с прибылью более $ 350 млн в прокате, обошёлся в $ 20 млн убытка.
Питер Джексон, режиссёр трилогии «Властелин колец», и его студия Wingnut Films начали судебный процесс против New Line Cinema после аудита. Джексон заявил, что иск касается «определённой практики бухгалтерского учёта». В ответ в New Line заявили, что их права на фильм «Хоббит» были ограничены во времени, а так как Джексон не будет снова работать с ними до окончания искового производства, ему не было предложено снимать «Хоббита», как ожидалось. Пятнадцать актёров подали в суд на New Line Cinema, утверждая, что они так и не получили 5 % выручки от проданных изделий, которые содержат их образы из фильма. Кроме того, компания Tolkien Estate подала иск против New Line, утверждая, что по контракту они имеет право на получение до 7,5 % от валовых поступлений фильмов, заработавших $6 млрд. Согласно сообщениям New Line, трилогия принесла «ужасающие потери» и никакой прибыли не дала вообще. Судья, рассматривавший иск Джексона к New Line, оштрафовал ответчика на 125 тысяч долларов за непредоставление документов, касающихся финансовых обязательств перед Джексоном. New Line Cinema обязали нанять стороннюю компанию, которая занялась аудитом и поиском в архивах NLC внутренней переписки, касающейся гонораров Джексона.
Майкл Мур подал в суд на Боба и Харви Вайнштейнов за манипуляции с бухгалтерской отчётностью с целью лишить его доли прибыли от фильма «Фаренгейт 9/11». В конце концов, Мур заключил мировое соглашение с Вайнштейнами и судебный процесс был прекращён.
Документ Warner Bros., выложенный в интернете, показывал, что чрезвычайно успешный фильм «Гарри Поттер и Орден Феникса» принёс убытки в размере $ 167 млн. Это особенно необычно, учитывая, что, даже без поправки на инфляцию, серия фильмов о Гарри Поттере являлась на тот момент второй по кассовости серией фильмов за всю историю кино, уступая лишь Кинематографической вселенной Marvel.